# Christian Darrisaw
Christian Darrisaw (Petersburg, Virginia, 2 de junio de 1999) es un jugador profesional estadounidense de fútbol americano que se desempeña en la posición de offensive tackle en Minnesota Vikings, equipo de la National Football League (NFL).

## Carrera
Fue seleccionado en la primera ronda en la Reunión Anual de Selección de Jugadores de la NFL de 2021. Hizo su debut profesional con el equipo Minnesota Vikings, donde lleva jugando tres temporadas.